# Madonna in gloria con santi
La pala Madonna in gloria con i santi chiamata anche Gloria di Ognissanti o Pala del Paradiso è un dipinto olio su tela, di Giambattista Tiepolo risalente al 1734 conservato nella chiesa di Tutti i Santi a Rovetta in provincia di Bergamo.

## Storia
La grande pala di Ognissanti fu commissionata al Tiepolo nel 1734 e consegnata alla chiesa nel 1736. Il Tiepolo aveva realizzato gli affreschi della volta della Cappella Colleoni di Bergamo, e in quel periodo aveva incontrato Andrea Fantoni, e fu questa conoscenza a portare l'artista veneziano in alta val Seriana. L'ancona marmorea che ospita la tela è opera di Gian Bettino Fantoni e riprende con i colori dei marmi quelli medesimi della pala.
Il dipinto venne rubato nel 1973. Dopo il ritrovamento, la tela necessitò di un primo restauro con stesura di colore compatto che però non impedì un'ulteriore usura causata dal tempo. La tela è stata di nuovo restaurata da  Antonio Zaccaria nel 2000 con la tecnica detta a pointillisme che le ha restituito i suoi colori originali nelle classiche tinte tiepolesche.

## Descrizione
L'artista aveva presentato un disegno preparatorio dove la composizione risultava essere piuttosto libera, forse troppo per i committenti che ne hanno richiesto alcune modifiche. 
La tela è posizionata nella ancona, opera del Gian Bettino Fantoni, volutamente semplice e dalle medesime tinte della tela, così da accompagnare il visitatore a volgere lo sguardo verso la rappresentazione che raffigura la Madonna attorniata da angeli e santi.
Il quadro ha uno sviluppo figurativo in verticale che ha permesso all'artista di disporre i diversi protagonisti su piani differenti. In primo piano spicca la grande immagine di  san Pietro che avanza scendendo una gradinata, tenendo alte le chiavi con lo sguardo sullo spettatore, sembra quasi voler uscire dalla tela. A fianco, genuflessa e in atto di pregare, la figura di san Narno vescovo, i cui abiti sono stati eseguiti dal pittore con veloci tratti colorati tanto da creare l'abito in movimento. Nel livello ancora successivo il gruppo dei santi: Paolo, Giovanni Battista e numerosi altri, che sollevano lo sguardo verso la scena che si svolge sopra di loro, in cielo, dove la Madonna seduta sopra le nuvole attorniata da corpi angelici sembra farne già parte.
La tela risulta eseguita nei primi anni della maturità  dell'artistica, la capacità di usare il cromatismo nasce dell'utilizzo di pigmenti dai colori tradizionali, sicuramente già in uso nell'arte veneta e con l'aggiunta di colori che risultano presenti nell'arte veneta solo dal primo ventennio del XVIII secolo come il giallo di Napoli, il blu di Prussia e la terra verde composizione dei colori che hanno dato al dipinto effetti di luce e di movimento considerati arditi. 
L'opera è conservata nella cornice lignea dorata realizzata dalla bottega fantoniana datata 1734.